# ガンダムバトルオンライン
『ガンダムバトルオンライン』（GUNDAM BATTLE ONLINE）は、2001年6月28日にバンダイより発売されたドリームキャスト用のリアルタイムシミュレーションゲーム（リアルタイムストラテジー）。

## 概要
アニメ『機動戦士ガンダム』の世界観を元にしたキャラクターゲームで、プレイヤーは地球連邦軍もしくはジオン公国軍の独立機動艦隊の指揮官として、最大3隻の戦艦と9機のMSで構成される艦隊を指揮する。
4人のプレイヤーによるネットワーク対戦が楽しめる「オンラインプレイ」モードが売りであったが、既にドリームキャストが生産中止となった時期に発表されたこともあり、「オンラインプレイ」モードは発売から9ヶ月後の2002年3月末でサービス終了となった。
ネットワークに繋がないでコンピュータと対戦をする「スタンドアローン」モードも存在し、ジオン編と連邦編に個別のストーリーが用意されている。しかし、ネットワークを通じてダウンロードできた機体、武器、アニメに登場したキャラクターのデータは「オンラインプレイ」モードでしか使用できないため、「スタンドアローン」モードのみでは地味な印象は否めない。

## 登場人物

### 地球連邦軍
ウィル・フレッド
連邦軍側のプレイヤーキャラクター。
地球連邦軍少尉。士官学校卒業し立てのエリートで、正義感が強い真面目な性格。連邦軍高官の父を持つため、安全な辺境のパトロール艦隊を任されており、そのことで父親や連邦軍の在り方に不信感を募らせている。
漫画『GUNDAM LEGACY』に登場し、グラナダ基地へ兵器や人員を移送するジオン軍艦隊を襲撃するが、グラナダ基地所属のマレット・サンギーヌ大尉や敵艦のMSパイロットらの救援により、逆に艦隊を失い撤退を余儀なくされている。
リサ・プリスキン
声：増田ゆき
地球連邦軍軍曹。艦隊のオペレーター。親のコネで指揮官になったウィル少尉に反感を持つが任務は忠実にこなす、サバサバした性格の女性。
バーラム・トライバル
声：家弓家正
地球連邦軍少将。機動艦隊司令官。典型的な連邦軍高官であり、軍人というよりはダメなサラリーマンという雰囲気を持つ。

### ジオン公国軍
ウォルフ・ランサム
ジオン軍側のプレイヤーキャラクター。
ジオン公国軍少佐。士官学校卒業後、MSの運用実験部隊を配備した独立機動艦隊の指揮官に任命される。冷静沈着な現場主義者であり部下からの信頼は厚く、ザビ家に対しての崇拝意識は持たない。
漫画『GUNDAM LEGACY』では、ルウムからグラナダ基地へ兵器や人員を移送任務中に連邦軍艦隊の襲撃に遭うが、グラナダ基地所属のマレット・サンギーヌ大尉や乗艦していたMSパイロットらの援護により、無事救助されている。
小説版『機動戦士ガンダム外伝 宇宙、閃光の果てに…』では、歴戦の猛者として一年戦争末期のグラナダ防衛戦に参加している。
漫画『MSV-R 虹霓のシン・マツナガ』では、宇宙世紀0079年2月、グラナダの作戦司令室でノルドとともにキシリア・ザビを補佐する。
ネディ・アエージャ
声：雪乃五月（現：ゆきのさつき）
ジオン公国軍軍曹。艦隊のオペレーター。務めて冷静かつ的確に戦況を報告するキャリアウーマン。
ノルド・ランゲル
声：大林隆之介（現：大林隆介）
ジオン公国軍少将。突撃機動軍グラナダ艦隊司令官。公国軍の中では穏健派に属しザビ家の独裁に対して内心は反発しているが、軍人としての責務は忠実に果たしている。
漫画版および小説版『機動戦士ガンダム外伝 宇宙、閃光の果てに…』では、一年戦争末期に連邦軍第16独立戦隊サラブレッドと対峙している。
漫画『MSV-R 虹霓のシン・マツナガ』では、宇宙世紀0079年2月、グラナダの作戦司令室でウォルフとともにキシリア・ザビを補佐するが、彼は一歩引いている。

## 登場兵器
各MSには、通常型の他に機体性能や武器使用条件が異なる「中期型」「後期型」があり、「スタンドアローン」モードでのステージ成績などの特定の条件を満たすことで入手が可能となる。
| 地球連邦軍 - RGM-79 ジム - RGM-79GS ジムGS型 - RGM-79SP ジムSP型 - RX-77D 量産型ガンキャノン - RB-79 ボール - RX-78 ガンダム （ダウンロードでのみ入手可能） - FF-S3 セイバーフィッシュ - サラミス - マゼラン - コロンブス - パブリク - HLV | ジオン公国軍 - MS-06F ザクIIF型 - MS-06S ザクIIS型 - MS-06R-1 ザクIIR1型 - MS-06R-2 ザクIIR2型 - MS-09R リック・ドム - MS-14A ゲルググA型 - MS-14S ゲルググS型 - MS-14B ゲルググB型 - MS-14C ゲルググC型 - MS-18E ケンプファー - MA-05 ビグロ （ダウンロードでのみ入手可能） - ムサイ - ザンジバル - パプア - ジッコ - HLV |